# Shinano Tetsudō
Die Shinano Tetsudō (jap. しなの鉄道株式会社 Shinano Tetsudō kabushiki-gaisha, engl. Shinano Railway Co., Ltd.) ist eine japanische Bahngesellschaft mit Sitz in Ueda in der Präfektur Nagano. Sie betreibt zwei Bahnstrecken, die Shinano-Linie und die Kita-Shinano-Linie. Es handelt sich um die erste Bahngesellschaft, die nach der Eröffnung einer Shinkansen-Schnellfahrstrecke eine parallel verlaufende konventionelle Bahnstrecke übernahm, die nicht mehr von einem Unternehmen der JR-Gruppe betrieben wurde.

## Unternehmen
Bei der Shinano Tetsudō handelt es sich um ein so genanntes „Unternehmen des dritten Sektors“, einer Kooperation zwischen der öffentlichen Hand und Privatunternehmen. Die wichtigsten Aktionäre per 31. März 2019 sind die Präfektur Nagano (73,64 %), die Städte Nagano (3,88 %), Ueda (2,23 %) und Chikuma (1,98 %) sowie die Hachijuni Bank (2,69 %).
Hauptgeschaftszweig des Unternehmens ist der Betrieb zweier Bahnstrecken in der Präfektur Nagano mit einer Gesamtlänge von 102,4 km. Diese waren früher Teil der Shin’etsu-Hauptlinie und wurden von JR East abgetreten:
| Name der Linie     | Strecke                     | Länge   |
| ------------------ | --------------------------- | ------- |
| Shinano-Linie      | Karuizawa – Ueda – Shinonoi | 65,1 km |
| Kita-Shinano-Linie | Nagano – Myōkō-Kōgen        | 37,3 km |

## Fahrzeuge
Zurzeit (2024) verfügt die Shinano Tetsudō über 56 Triebwagen, die sich auf zwei Baureihen verteilen.
- 10 Züge der Baureihe 115 mit je drei Wagen. 1997 bei der Betriebsaufnahme von JR East übernommen, ursprünglich von der Japanischen Staatsbahn eingeführt. Eine der Kompositionen wurde 2014 zum Touristenzug Rokumon umgestaltet.
- 13 Züge der Baureihe S1 mit je zwei Wagen. Von J-TREC gebaut und 2020 in Verkehr gesetzt.

Die ehemaligen Fahrzeuge von JR East erhielten eine neue Lackierung und eine vollständige Überarbeitung. Routinemäßige Inspektionen werden im Depot neben dem Bahnhof Togura durchgeführt. Wartungsarbeiten aller Art übernimmt die Betriebswerkstatt der Nagano Dentetsu beim Bahnhof Yashiro.

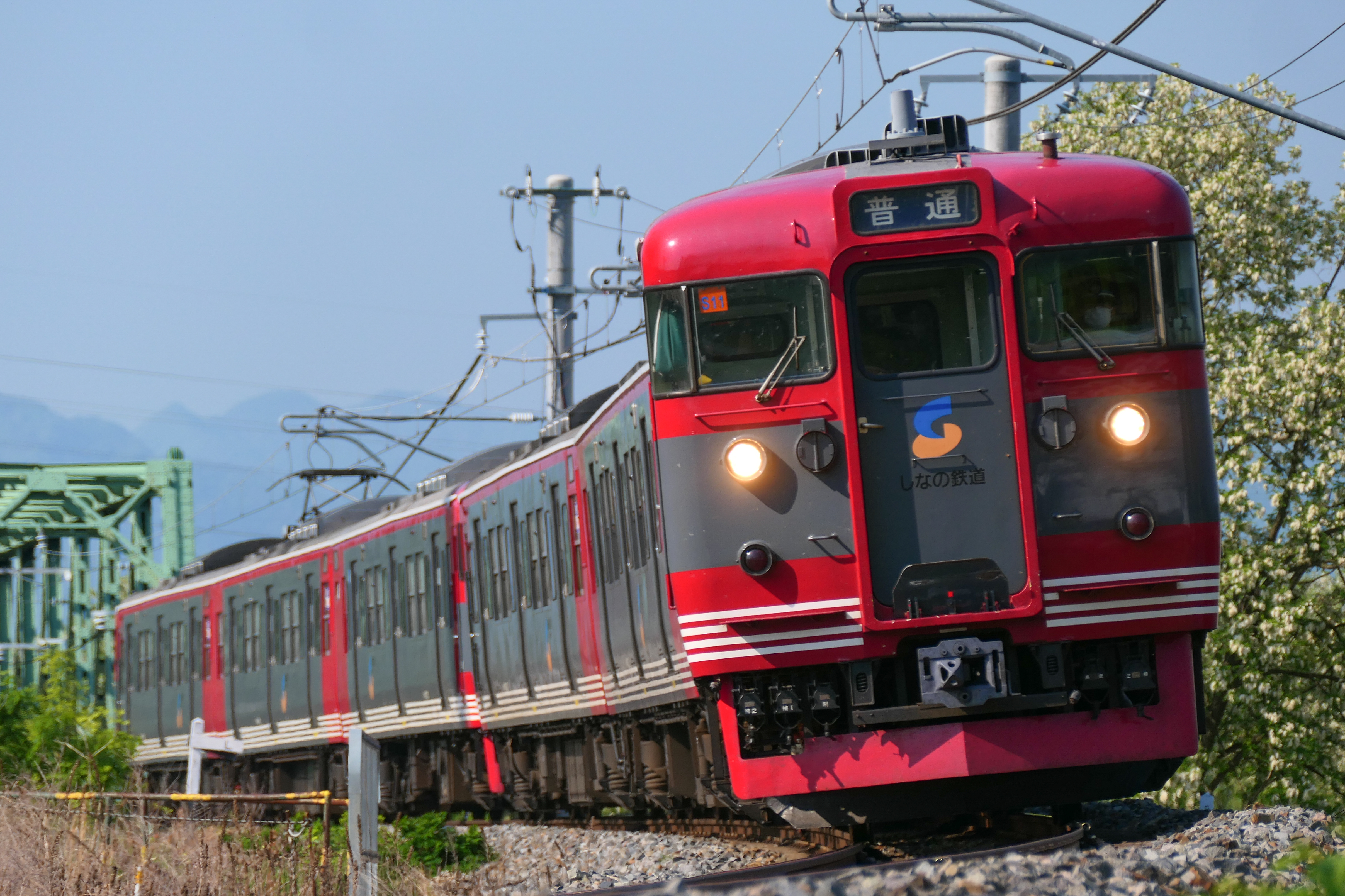
Triebwagen der Baureihe 115
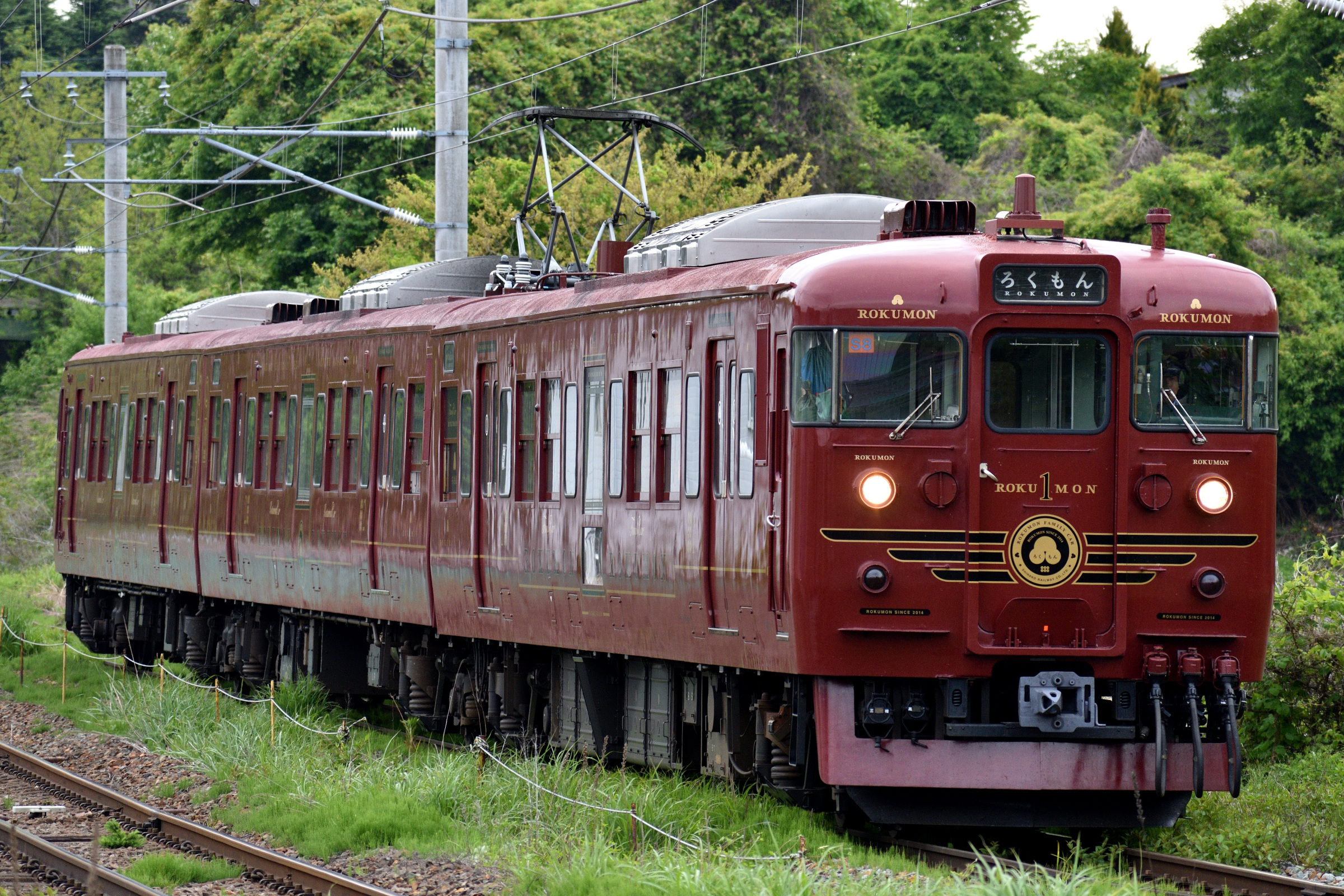
Triebwagen Rokumon für Touristenzüge (Baureihe 115)
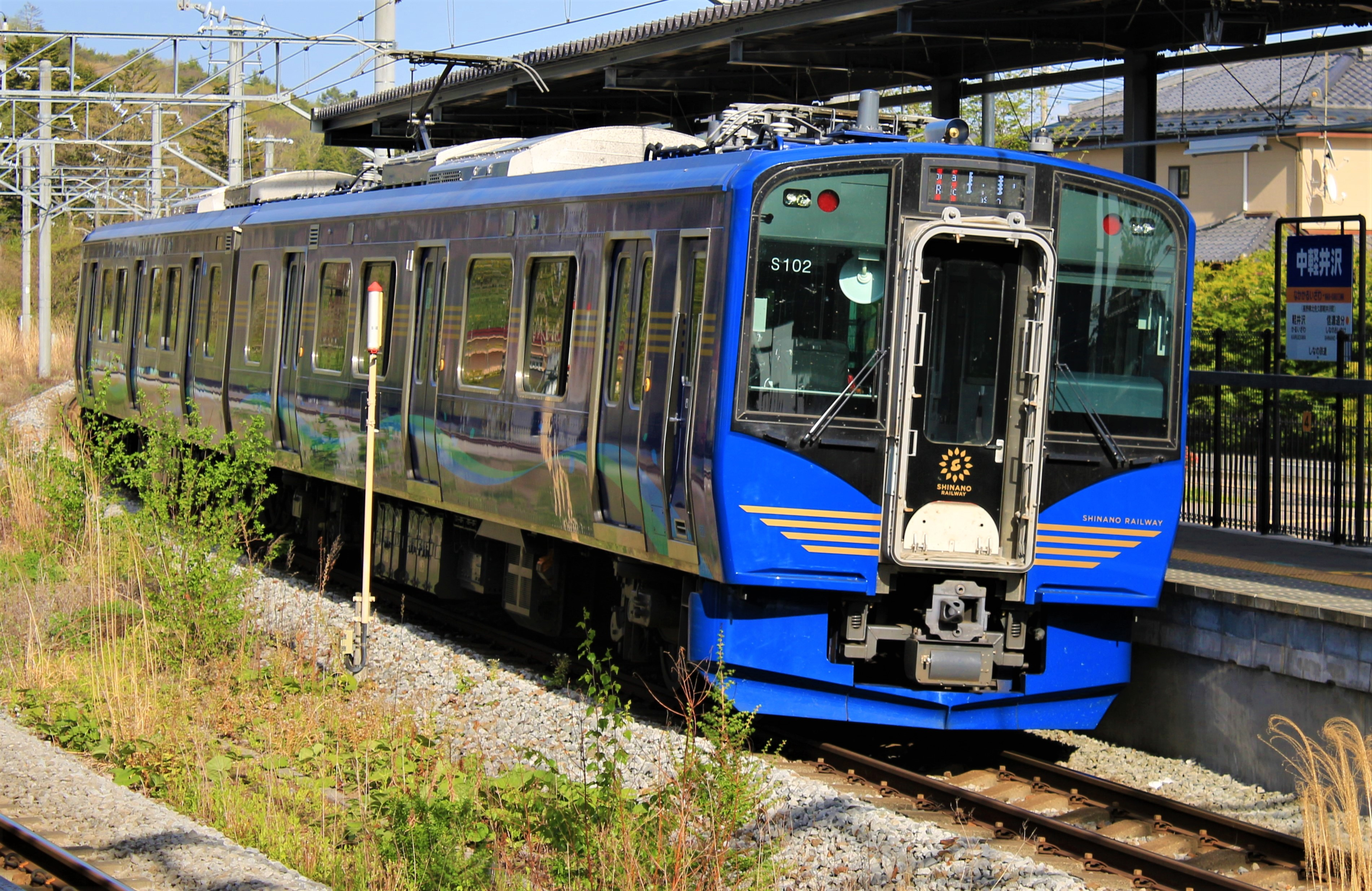
Triebwagen der Baureihe S1 (Eilzug)
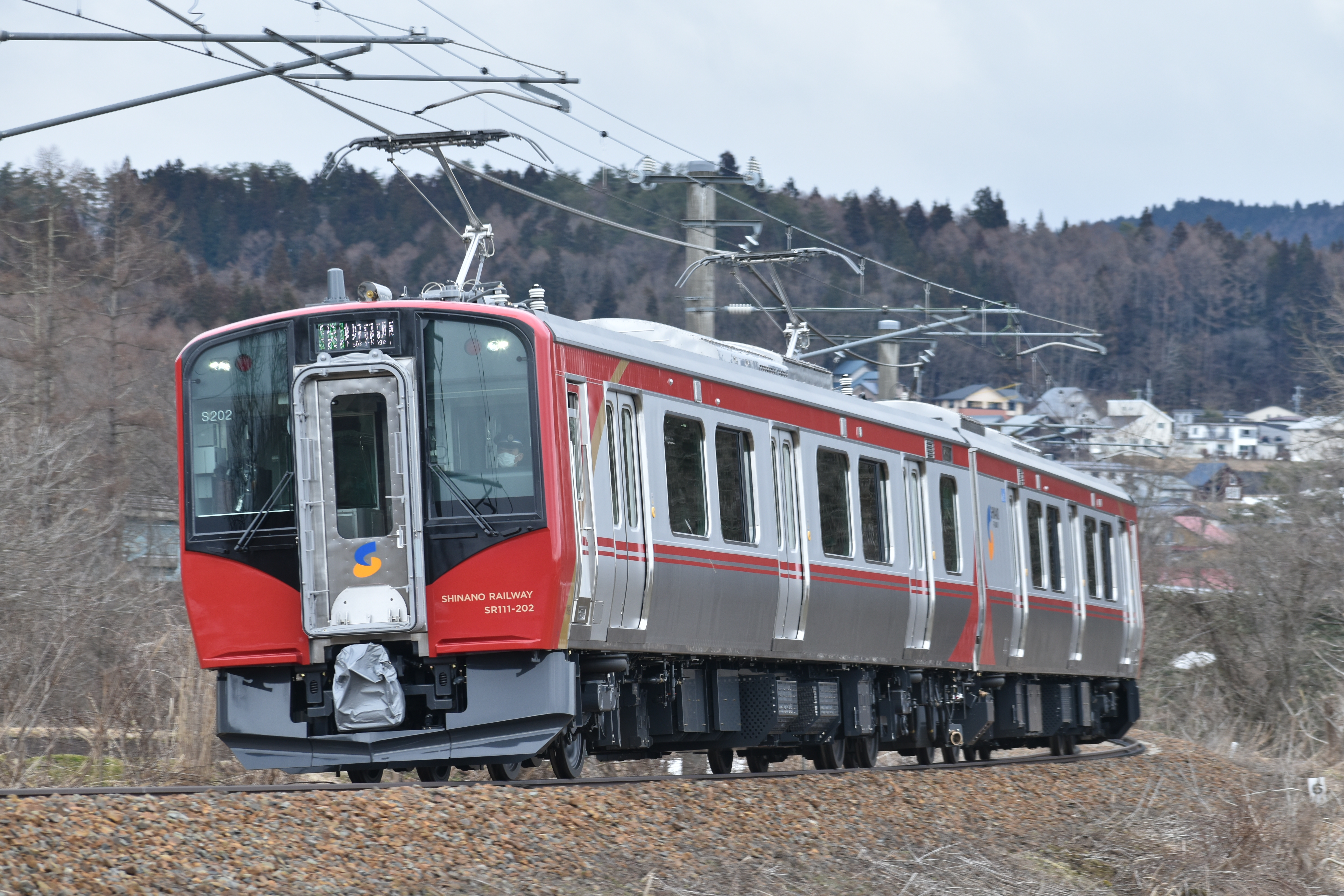
Triebwagen der Baureihe S1 (Nahverkehrszug)

## Geschichte
Während der Bauarbeiten an der Hokuriku-Shinkansen zeichnete sich ab, dass JR East kein Interesse daran hatte, die weitgehend parallel verlaufende Shin’etsu-Hauptlinie weiterzubetreiben. Im August 1991 bildete die Präfektur Nagano deshalb eine Kommission, die den Bahnbetrieb durch eine regionale Trägerschaft prüfen sollte. Nach längerer Vorbereitungszeit erfolgte am 1. Mai 1996 die Gründung der Shinano Tetsudō. Am 1. Oktober 1997, dem Tag der Eröffnung der Schnellfahrstrecke, nahm sie ihre Tätigkeit auf dem Abschnitt Karuizawa–Shinonoi der Shin’etsu-Hauptlinie auf, die fortan den Namen Shinano-Linie trug.
Wie erwartet litt das Unternehmen unter dem Umstand, dass die Fernreisenden auf den Shinkansen umstiegen. Bereits im September 2001 überstieg das aufgelaufene Defizit das Kapital von 2,3 Milliarden Yen. Nach einem Managementwechsel erfolgte eine Umstrukturierung, die zahlreiche Sparmaßnahmen und Effizienzsteigerungen sowie die Erschließung neuer Einnahmequellen im Tourismusbereich umfasste. 2005 konnte in der Erfolgsrechnung erstmals ein Gewinn ausgewiesen werden. Im April 2012 fiel der Beschluss, auch den von Nagano nach Myōkō-Kōgen verlaufenden Abschnitt der Shin’etsu-Hauptlinie zu übernehmen, den JR East aufgrund der Verlängerung der Schnellfahrstrecke ebenfalls abtreten wollte. Dies geschah am 14. März 2015; seither trägt dieser Streckenteil den Namen Kita-Shinano-Linie.